# César Azpilicueta
César Azpilicueta Tanco (sinh ngày 28 tháng 8 năm 1989) là một cầu thủ bóng đá chuyên nghiệp người Tây Ban Nha hiện đang thi đấu ở vị trí hậu vệ.
Là một sản phẩm của đội trẻ Osasuna, Azpilicueta đã trải qua ba mùa giải ở La Liga trước khi chuyển sang Marseille, giành được bốn danh hiệu lớn cùng câu lạc bộ Pháp. Vào mùa hè năm 2012, anh chuyển đến Chelsea, giành chức vô địch Europa League trong mùa giải đầu tiên và một cú đúp quốc nội hai năm sau đó. Anh đã có hơn 450 lần ra sân cho Chelsea và hiện đang đứng thứ bảy trong danh sách ra sân mọi thời đại của họ; Petr Čech là người duy nhất không phải người Anh đã chơi nhiều lần hơn cho câu lạc bộ. Anh dẫn dắt Chelsea giành chức vô địch Europa League 2019, Champions League 2021 và FIFA Club World Cup 2021.
Azpilicueta đã có 55 lần khoác áo tuyển Tây Ban Nha ở cấp độ trẻ ở tất cả các nhóm tuổi, và đại diện cho lứa U-21 trong hai giải vô địch châu Âu, vô địch giải đấu năm 2011. Anh có lần đầu tiên khoác áo đội tuyển vào năm 2013 và được chọn tham dự hai kỳ World Cup cũng như UEFA Euro 2016 và 2020.

## Sự nghiệp câu lạc bộ

### Osasuna
Là sản phẩm của hệ thống trẻ của câu lạc bộ quê hương CA Osasuna, anh có trận ra mắt La Liga vào ngày 8 tháng 4 năm 2007 trong trận thua 0–2 trên sân khách trước Real Madrid, trong khi vẫn đăng ký với đội dự bị; anh ấy bắt đầu sự nghiệp của mình ở vị trí tiền đạo sau đó chuyển sang tiền vệ và, trong suốt cả sự nghiệp câu lạc bộ lẫn sự nghiệp quốc tế (cao cấp và trẻ), anh ấy đã xuất hiện ở một số vị trí, bao gồm cả trung vệ và tiền vệ trung tâm.
Trong mùa giải 2007–08, do chấn thương trong đội hình chính, Azpilicueta đã trở thành cầu thủ thường xuyên góp mặt ở đội một khi mới 18 tuổi, mặc dù ở vị trí hậu vệ phải. Anh ấy tiếp tục giữ vị trí này trong mùa giải tiếp theo, xuất hiện trong tất cả trừ hai trận đấu của giải đấu.

### Marseille

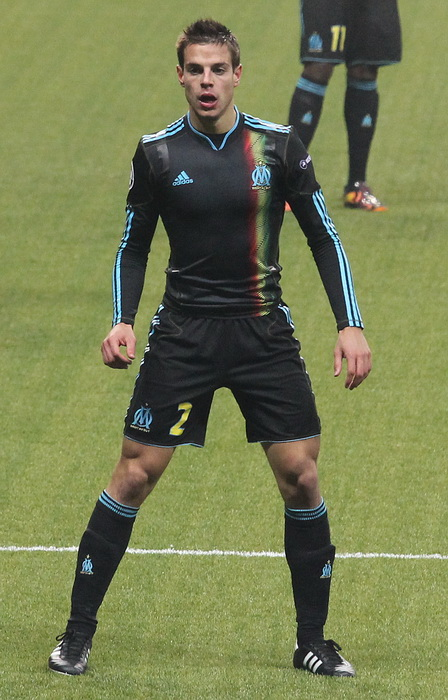
Azpilicueta thi đấu cho Marseille năm 2010.

Vào ngày 21 tháng 6 năm 2010, câu lạc bộ Pháp Olympique de Marseille xác nhận đã đạt được thỏa thuận với Osasuna về việc chuyển nhượng Azpilicueta, trong một hợp đồng 4 năm với giá 7 triệu euro. Một tuần sau, Navarrese xác nhận thỏa thuận, với phí chuyển nhượng có thể lên tới 9,5 triệu euro tùy thuộc vào số lần ra sân. Trong trận ra mắt UEFA Champions League, anh ấy đã ghi bàn thắng duy nhất của trận đấu trong trận đấu trên sân nhà với Spartak Moscow ở vòng bảng, mặc dù đã phản lưới nhà.
Vào ngày 27 tháng 11 năm 2010, trong những phút đầu của chiến thắng 4–0 trên sân nhà trước Montpellier – đồng nghĩa với việc Marseille đã leo lên ngôi đầu giải đấu – Azpilicueta bị đứt dây chằng chéo trước ở đầu gối trái. Anh ấy phải ngồi ngoài sáu tháng. Vào ngày 13 tháng 5 năm 2012, anh ghi bàn thắng đầu tiên và duy nhất tại Ligue 1 cho Marseille trong chiến thắng 3–0 trước Auxerre.
Vào tháng 8 năm 2012, trong bối cảnh có nhiều đồn đoán về việc các câu lạc bộ thể hiện sự quan tâm đến Azpilicueta, bao gồm cả câu lạc bộ Premier League Chelsea, Marseille xác nhận rằng anh ấy có thể ra đi, nói rằng, "Nếu Chelsea đưa ra lời đề nghị công bằng cho Azpi [Azpilicueta], chúng tôi sẽ để anh ấy ra đi." Bất chấp lòng trung thành với Marseille, cầu thủ này cho biết anh sẵn sàng ra đi nếu "sự ra đi của anh có thể giúp ích cho tình hình tài chính của Marseille".

### Chelsea

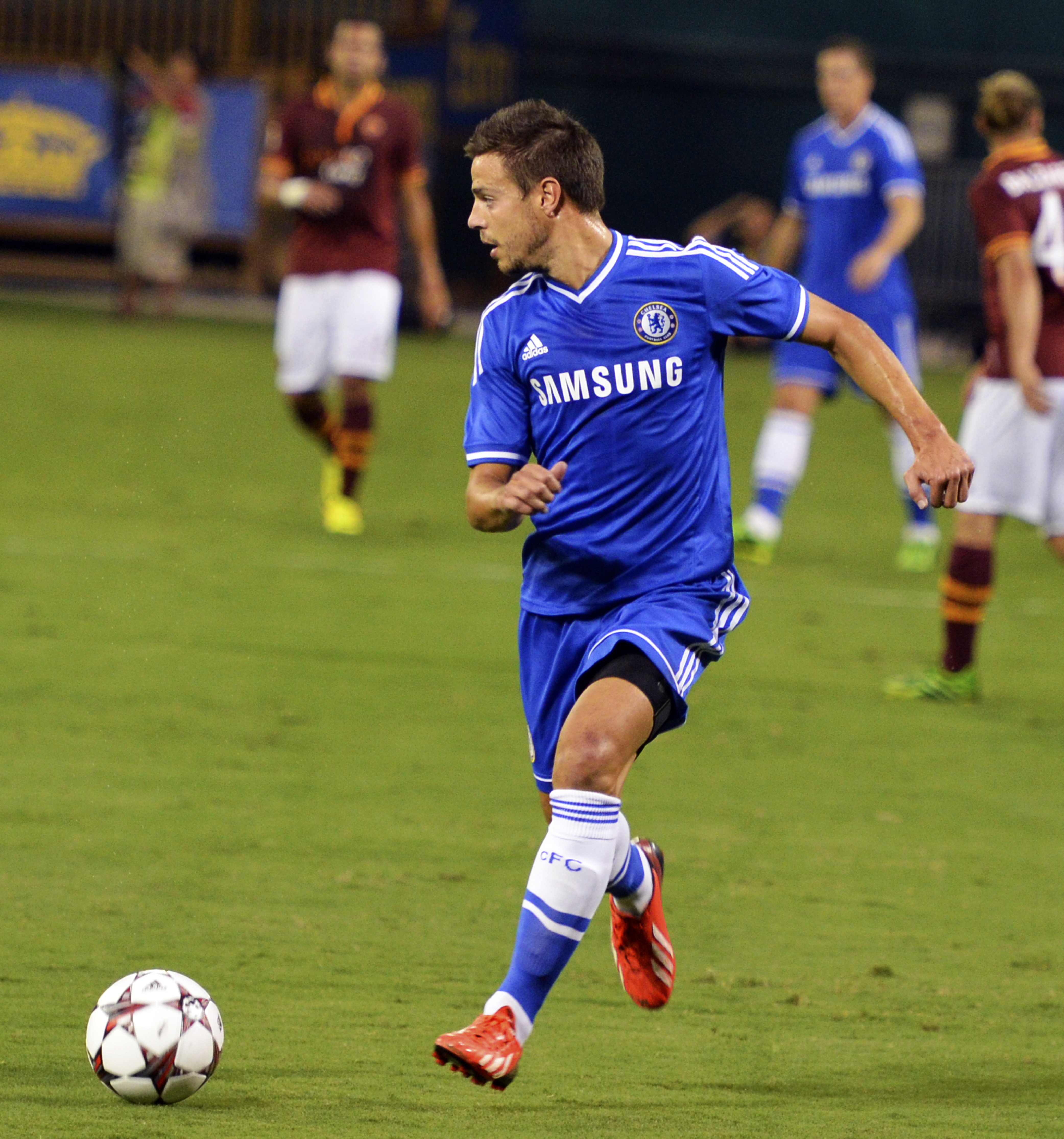
Azpilicueta thi đấu cho Chelsea năm 2013.

Ngày 24 tháng 8 năm 2012, Chelsea đã chính thức hoàn thành việc chuyển nhượng Azpilicueta với phí chuyển nhượng khoảng 7 triệu £. Theo đồng đội và đồng hương Juan Mata, "Anh ấy là một hậu vệ phải chạy mạnh mẽ, cũng có tốc độ, vì vậy tôi nghĩ anh ấy đã là một cầu thủ hoàn chỉnh." Do họ của anh ấy khó phát âm đối với một số người nói tiếng Anh, người hâm mộ câu lạc bộ đã đặt cho anh ấy biệt danh đơn nghĩa "Dave".
Azpilicueta có trận đấu đầu tiên cho Chelsea vào ngày 25 tháng 9 năm 2012 trong khuôn khổ League Cup, thắng Wolverhampton Wanderers 6-0. Anh có trận đấu đầu tiên tại Premier League trong tuần kế tiếp, khi vào sân thay cho Branislav Ivanović trong chiến thắng 4–1 trước Norwich City.
Vào ngày 3 tháng 11 năm 2012, Azpilicueta có trận đấu đầu tiên ở giải đấu, khi gặp Swansea City trong trận hòa 1-1 trên sân khách. Anh đã chơi 48 trận đấu chính thức trong năm đầu tiên với đội bóng do Rafael Benítez, bao gồm tám trận trong chiến thắng của The Blues tại UEFA Europa League. Trong trận chung kết với Benfica, pha bóng chạm tay ở phút 67 của anh ấy đã giúp Óscar Cardozo gỡ hòa thông qua một quả phạt đền, trong chiến thắng chung cuộc 2-1 ở Amsterdam.
Azpilicueta ghi bàn thắng đầu tiên cho Chelsea vào ngày 29 tháng 10 năm 2013, ghi bàn đầu tiên trong chiến thắng 2–0 trước Arsenal ở vòng 4 Cúp Liên đoàn. Sau sự xuất hiện của tân huấn luyện viên José Mourinho, anh bắt đầu xuất hiện thường xuyên ở vị trí hậu vệ trái, thay thế vị trí của người đương nhiệm lâu năm Ashley Cole. Mourinho nói về anh ấy: "Azpilicueta là kiểu cầu thủ mà tôi rất thích. Tôi nghĩ một đội có 11 Azpilicueta có thể sẽ vô địch (Champions League) bởi vì bóng đá không chỉ có tài năng đơn thuần". Vào cuối mùa giải, anh được bầu chọn là Cầu thủ xuất sắc nhất của câu lạc bộ.

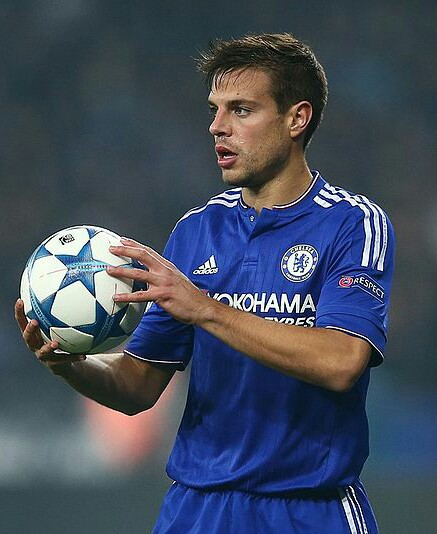
Azpilicueta thi đấu cho Chelsea năm 2015.

Trước khi bắt đầu mùa giải 2014–15, Cole ra đi và câu lạc bộ đã chi 15,8 triệu bảng cho Filipe Luís, nhưng Azpilicueta đã bắt đầu mùa giải với tư cách là hậu vệ trái được lựa chọn đầu tiên. Vào ngày 2 tháng 9 năm 2014, anh ký hợp đồng 5 năm mới với câu lạc bộ và vào ngày 18 tháng 10, anh bị đuổi khỏi sân trong hiệp một của chiến thắng 2-1 tại Crystal Palace vì phạm lỗi với Mile Jedinak.
Azpilicueta xuất phát khi Chelsea giành EFL Cup vào ngày 1 tháng 3 năm 2015. Trong hiệp hai, anh bị chấn thương trong một pha va chạm với Eric Dier của Tottenham Hotspur, và phải rời sân vì một chiếc băng quấn quanh đầu. Chiến dịch kết thúc với việc chinh phục thêm chức vô địch quốc nội, sau 5 năm chờ đợi.
Vào ngày 2 tháng 8 năm 2015, Azpilicueta thi đấu 69 phút trong trận thua 1–0 FA Community Shield trước Arsenal. Mười chín ngày sau, anh ấy ghi bàn thắng thứ ba của đội trong chiến thắng 3–2 trên sân khách trước West Bromwich Albion, đây là bàn thắng đầu tiên của anh ấy tại Premier League, và anh ấy lại ghi bàn thắng trong trận hòa 2–2 ở lượt về vào ngày 13 tháng 1 năm 2016.
Mặc dù Azpilicueta ban đầu được sử dụng ở vị trí hậu vệ trái dưới thời tân huấn luyện viên Antonio Conte, sau hai trận thua liên tiếp ở giải VĐQG, sau hai trận thua liên tiếp, Azpilicueta đã chuyển thành sơ đồ 3 hậu vệ, với việc người cũ chơi ở vị trí trung vệ trong trận đấu sau đó với Hull City vào ngày 1 tháng 10. Năm 2016, kết thúc với chiến thắng 2–0 trên sân khách. Vào ngày 13 tháng 12 năm 2016, anh ký hợp đồng mới có thời hạn 3 năm rưỡi với Chelsea, có thời hạn đến năm 2020; trong lần xuất hiện đầu tiên sau thỏa thuận, anh đã có lần ra sân thi đấu thứ 200 cho câu lạc bộ, trong chiến thắng 1–0 trên sân khách trước Sunderland.
Azpilicueta đã chơi mọi phút trong mùa giải khi đội của anh ấy vô địch giải quốc nội, và ghi bàn trong chiến thắng 4–3 trên sân nhà trước Watford sau khi đã giành được danh hiệu. Vào cuối tháng 7 năm 2017, sau sự ra đi của John Terry, anh được bổ nhiệm làm đội phó cho Gary Cahill. Vào ngày 12 tháng 9 năm đó, anh ghi bàn thắng đầu tiên tại Champions League, trong chiến thắng 6–0 trên sân nhà trước Qarabağ FK.
Azpilicueta ký hợp đồng mới vào tháng 12 năm 2018, kéo dài đến năm 2022. Sau khi Cahill rời Chelsea, anh được bổ nhiệm làm đội trưởng câu lạc bộ trước mùa giải 2019–20; Anh ấy đã đeo băng đội trưởng trên sân trong khi cầu thủ người Anh vắng mặt trong đội, kể cả trong chiến thắng Chung kết UEFA Europa League 2019 trước Arsenal ở Azerbaijan. Vào ngày 23 tháng 10, anh đánh dấu lần ra sân thứ 350 ở Chelsea với chiến thắng 1–0 ở vòng bảng trước Ajax ở Champions League.
Vào ngày 1 tháng 1 năm 2020, Azpilicueta đánh dấu lần ra sân thứ 100 với tư cách đội trưởng câu lạc bộ với một bàn thắng và được mệnh danh là cầu thủ xuất sắc nhất trận trong trận hòa 1-1 trước Brighton & Hove Albion. Vào ngày 1 tháng 8, trong trận thua 2-1 trước Arsenal ở Chung kết FA Cup 2020, Azpilicueta đã để thủng lưới một quả phạt đền và sau đó bị chấn thương, dẫn đến việc phải thay người.
Azpilicueta trở thành cầu thủ thứ 13 trong lịch sử Chelsea có 400 lần ra sân, khi anh ấy ra sân trong trận đấu với Manchester City vào ngày 3 tháng 1 năm 2021. Vào ngày 23 tháng 5, ngày thi đấu cuối cùng của mùa giải, anh ấy bị đuổi khỏi sân vì phạm lỗi với Jack Grealish trong trận gặp Aston Villa trong trận thua 1-2, nhưng án treo giò ba trận đã được lật lại do kháng cáo. Sáu ngày sau, anh là đội trưởng đội bóng giành chiến thắng 1–0 trong trận Chung kết UEFA Champions League trước Manchester City tại Estádio do Dragão, Porto, giành chức vô địch Champions League đầu tiên sau 9 năm.
Vào ngày 28 tháng 8 năm 2021, Azpilicueta đã đạt được cột mốc quan trọng khi anh trở thành cầu thủ Chelsea thứ tư đạt 300 trận ra sân tại Premier League sau John Terry (492), Frank Lampard (429) và Petr Čech (333). Anh ấy xuất phát trước Liverpool trong trận hòa 1-1.
Vào ngày 8 tháng 10 năm 2021, Azpilicueta là một trong năm cầu thủ Chelsea được đưa vào danh sách rút gọn 30 người cuối cùng cho Ballon d'Or 2021.
Vào ngày 12 tháng 2 năm 2022, Azpilicueta nâng cao chiếc cúp trong trận Chung kết FIFA Club World Cup 2021 trong trận Chung kết Club World Cup thứ hai của họ, lần đầu tiên diễn ra vào năm 2012 khi Chelsea thua Corinthians. Với danh hiệu này và danh hiệu UEFA Super Cup trước đó, điều đó có nghĩa là anh ấy trở thành cầu thủ Chelsea đầu tiên và duy nhất giành được mọi danh hiệu lớn tại câu lạc bộ.
Vào ngày 4 tháng 8 năm 2022, anh ký hợp đồng mới với câu lạc bộ và có thời hạn đến năm 2024.
Vào ngày 1 tháng 1 năm 2023, Azpilicueta chơi trận thứ 495 cho Chelsea, vượt qua Petr Čech để trở thành cầu thủ không thuộc quốc tịch Anh ra sân nhiều nhất cho câu lạc bộ. Vào ngày 21 tháng 1, anh chơi trận thứ 500 cho câu lạc bộ, trở thành cầu thủ thứ sáu (và người nước ngoài đầu tiên) trong lịch sử đạt được cột mốc đó.
Vào ngày 18 tháng 2, trong trận đấu giữa Chelsea và Southampton, Azpilicueta đã bị đánh bất tỉnh sau khi bị Sékou Mara của Southampton vô tình đá vào đầu. Mara đang cố gắng thực hiện một cú đá trên cao vào cuối trận thì anh ta để trượt bóng và thay vào đó kết nối với Azpilicueta. Azpilicueta đã được đưa đến bệnh viện sau vụ việc và phải rời sân bằng cáng.
Vào ngày 6 tháng 7 năm 2023, Azpilicueta tuyên bố chia tay Chelsea, đánh dấu sự kết thúc của một mối quan hệ kéo dài một thập kỷ gắn bó với câu lạc bộ. Sự ra đi của anh ấy đã được xác nhận qua một tin nhắn video mà anh ấy chia sẻ trên mạng xã hội, trong đó anh ấy để lại một dòng tâm thư là "Đội trưởng Cesar Azpilicueta của chúng tôi", hay còn gọi là "Dave".

### Atlético Madrid
Sau khi rời Chelsea, Azpilicueta trở lại La Liga sau 13 năm và gia nhập Atlético Madrid bằng một bản hợp đồng một năm. Anh ấy có trận ra mắt cho câu lạc bộ vào ngày 14 tháng 8 trong chiến thắng 3–1 trước Granada.

## Thống kê sự nghiệp

### Câu lạc bộ
Tính đến ngày 25 tháng 5 năm 2025
| Câu lạc bộ          | Mùa giải            | Giải vô địch        | Giải vô địch | Giải vô địch | Cúp quốc gia | Cúp quốc gia | Cúp liên đoàn | Cúp liên đoàn | Châu Âu | Châu Âu | Khác | Khác | Tổng cộng | Tổng cộng |
| Câu lạc bộ          | Mùa giải            | Hạng đấu            | Trận         | Bàn          | Trận         | Bàn          | Trận          | Bàn           | Trận    | Bàn     | Trận | Bàn  | Trận      | Bàn       |
| ------------------- | ------------------- | ------------------- | ------------ | ------------ | ------------ | ------------ | ------------- | ------------- | ------- | ------- | ---- | ---- | --------- | --------- |
| Osasuna B           | 2006–07             | Segunda División B  | 24           | 1            | —            | —            | —             | —             | —       | —       | —    | —    | 24        | 1         |
| Osasuna B           | 2007–08             | Segunda División B  | 3            | 0            | —            | —            | —             | —             | —       | —       | —    | —    | 3         | 0         |
| Osasuna B           | Tổng cộng           | Tổng cộng           | 27           | 1            | 0            | 0            | 0             | 0             | 0       | 0       | 0    | 0    | 27        | 1         |
| Osasuna             | 2006–07             | La Liga             | 1            | 0            | 1            | 0            | —             | —             | 1       | 0       | —    | —    | 3         | 0         |
| Osasuna             | 2007–08             | La Liga             | 29           | 0            | 0            | 0            | —             | —             | —       | —       | —    | —    | 29        | 0         |
| Osasuna             | 2008–09             | La Liga             | 36           | 0            | 2            | 0            | —             | —             | —       | —       | —    | —    | 38        | 0         |
| Osasuna             | 2009–10             | La Liga             | 33           | 0            | 5            | 0            | —             | —             | —       | —       | —    | —    | 38        | 0         |
| Osasuna             | Tổng cộng           | Tổng cộng           | 99           | 0            | 8            | 0            | 0             | 0             | 1       | 0       | 0    | 0    | 108       | 0         |
| Marseille           | 2010–11             | Ligue 1             | 15           | 0            | 0            | 0            | 1             | 1             | 4       | 0       | 1    | 0    | 21        | 1         |
| Marseille           | 2011–12             | Ligue 1             | 30           | 1            | 3            | 0            | 3             | 0             | 8       | 0       | 0    | 0    | 44        | 1         |
| Marseille           | 2012–13             | Ligue 1             | 2            | 0            | —            | —            | —             | —             | 1       | 0       | —    | —    | 3         | 0         |
| Marseille           | Tổng cộng           | Tổng cộng           | 47           | 1            | 3            | 0            | 4             | 1             | 13      | 0       | 1    | 0    | 68        | 2         |
| Chelsea             | 2012–13             | Premier League      | 27           | 0            | 5            | 0            | 5             | 0             | 9       | 0       | 2    | 0    | 48        | 0         |
| Chelsea             | 2013–14             | Premier League      | 29           | 0            | 2            | 0            | 3             | 1             | 10      | 0       | 0    | 0    | 44        | 1         |
| Chelsea             | 2014–15             | Premier League      | 29           | 0            | 2            | 0            | 5             | 0             | 4       | 0       | —    | —    | 40        | 0         |
| Chelsea             | 2015–16             | Premier League      | 37           | 2            | 3            | 0            | 0             | 0             | 8       | 0       | 1    | 0    | 49        | 2         |
| Chelsea             | 2016–17             | Premier League      | 38           | 1            | 6            | 0            | 3             | 1             | —       | —       | —    | —    | 47        | 2         |
| Chelsea             | 2017–18             | Premier League      | 37           | 2            | 4            | 0            | 2             | 0             | 8       | 1       | 1    | 0    | 52        | 3         |
| Chelsea             | 2018–19             | Premier League      | 38           | 1            | 3            | 0            | 6             | 0             | 9       | 0       | 1    | 0    | 57        | 1         |
| Chelsea             | 2019–20             | Premier League      | 36           | 2            | 5            | 0            | 0             | 0             | 7       | 2       | 1    | 0    | 49        | 4         |
| Chelsea             | 2020–21             | Premier League      | 26           | 1            | 4            | 0            | 2             | 0             | 11      | 0       | —    | —    | 43        | 1         |
| Chelsea             | 2021–22             | Premier League      | 27           | 1            | 4            | 1            | 4             | 0             | 9       | 1       | 3    | 0    | 47        | 3         |
| Chelsea             | 2022–23             | Premier League      | 25           | 0            | 1            | 0            | 1             | 0             | 5       | 0       | —    | —    | 32        | 0         |
| Chelsea             | Tổng cộng           | Tổng cộng           | 349          | 10           | 39           | 1            | 31            | 2             | 80      | 4       | 9    | 0    | 508       | 17        |
| Atlético Madrid     | 2023–24             | La Liga             | 25           | 0            | 2            | 0            | —             | —             | 6       | 0       | 1    | 0    | 34        | 0         |
| Atlético Madrid     | 2024–25             | La Liga             | 14           | 1            | 4            | 0            | —             | —             | 2       | 0       | 0    | 0    | 20        | 1         |
| Atlético Madrid     | Tổng cộng           | Tổng cộng           | 39           | 1            | 6            | 0            | 0             | 0             | 8       | 0       | 1    | 0    | 54        | 1         |
| Tổng cộng sự nghiệp | Tổng cộng sự nghiệp | Tổng cộng sự nghiệp | 556          | 13           | 56           | 1            | 35            | 3             | 101     | 4       | 11   | 0    | 759       | 21        |

1. ↑  Bao gồm Copa del Rey, Coupe de France, FA Cup
2. ↑  Bao gồm Coupe de la Ligue, Football League/EFL Cup
3. ↑  Ra sân tại UEFA Cup
4. 1 2 3 4 5 6 7 8 9 10 11 12  Số lần ra sân tại UEFA Champions League
5. ↑  Ra sân tại Trophée des Champions
6. 1 2  Số lần ra sân tại UEFA Europa League
7. ↑  Một lần ra sân tại UEFA Champions League, tám lần ra sân tại UEFA Europa League
8. ↑  Số lần ra sân tại FIFA Club World Cup
9. 1 2 3  Ra sân tại FA Community Shield
10. ↑  Ra sân tại UEFA Super Cup
11. ↑  Một lần ra sân tại UEFA Super Cup, hai lần ra sân tại FIFA Club World Cup
12. ↑  Ra sân tại Supercopa de España

### Quốc tế
Tính đến ngày 6 tháng 12 năm 2022.
| Đội tuyển quốc gia | Năm       | Trận | Bàn |
| ------------------ | --------- | ---- | --- |
| Tây Ban Nha        | 2013      | 4    | 0   |
| Tây Ban Nha        | 2014      | 6    | 0   |
| Tây Ban Nha        | 2015      | 3    | 0   |
| Tây Ban Nha        | 2016      | 6    | 0   |
| Tây Ban Nha        | 2017      | 1    | 0   |
| Tây Ban Nha        | 2018      | 5    | 0   |
| Tây Ban Nha        | 2021      | 11   | 1   |
| Tây Ban Nha        | 2022      | 8    | 0   |
| Tổng cộng          | Tổng cộng | 44   | 1   |

### Bàn thắng quốc tế
Tính đến ngày 28 tháng 6 năm 2021
| # | Ngày                | Địa điểm                                  | Đối thủ | Bàn thắng | Kết quả | Giải đấu  |
| - | ------------------- | ----------------------------------------- | ------- | --------- | ------- | --------- |
| 1 | 28 tháng 6 năm 2021 | Sân vận động Parken, Copenhagen, Đan Mạch | Croatia | 2–1       | 5–3     | Euro 2020 |

## Danh hiệu

### Câu lạc bộ
Marseille
- Trophée des Champions: 2010, 2011
- Coupe de la Ligue: 2010–11, 2011–12

Chelsea
- Premier League: 2014–15, 2016–17
- FA Cup: 2017–18
- EFL Cup: 2014–15
- UEFA Europa League: 2012–13, 2018–19
- UEFA Champions League: 2020–21
- UEFA Super Cup: 2021
- FIFA Club World Cup: 2021

### Đội tuyển quốc gia
U-19 Tây Ban Nha
- UEFA European Under-19 Championship: 2007

U-21 Tây Ban Nha
- UEFA European Under-21 Championship: 2011[48]

Tây Ban Nha
- UEFA Nations League: á quân 2020–21
- FIFA Confederations Cup: á quân 2013[49]

### Cá nhân
- Đội hình xuất sắc nhất mùa giải UEFA Europa League: 2018–19[50]
- Đội hình xuất sắc nhất mùa giải UEFA Champions League: 2020–21[51]